# غوي هونج
غوي هونج (بالصينية: 桂宏) هو لاعب كرة قدم صيني في مركز الهجوم، ولد في 18 يناير 1995 في ووهان في الصين. لعب مع Sevilla FC C ‏.

## وصلات خارجية
- غوي هونج على موقع قاعدة بيانات كرة القدم.إي يو (الإنجليزية)
- غوي هونج على موقع Soccerway.com (الإنجليزية)